# Britse kolonisatie van Noord-Amerika

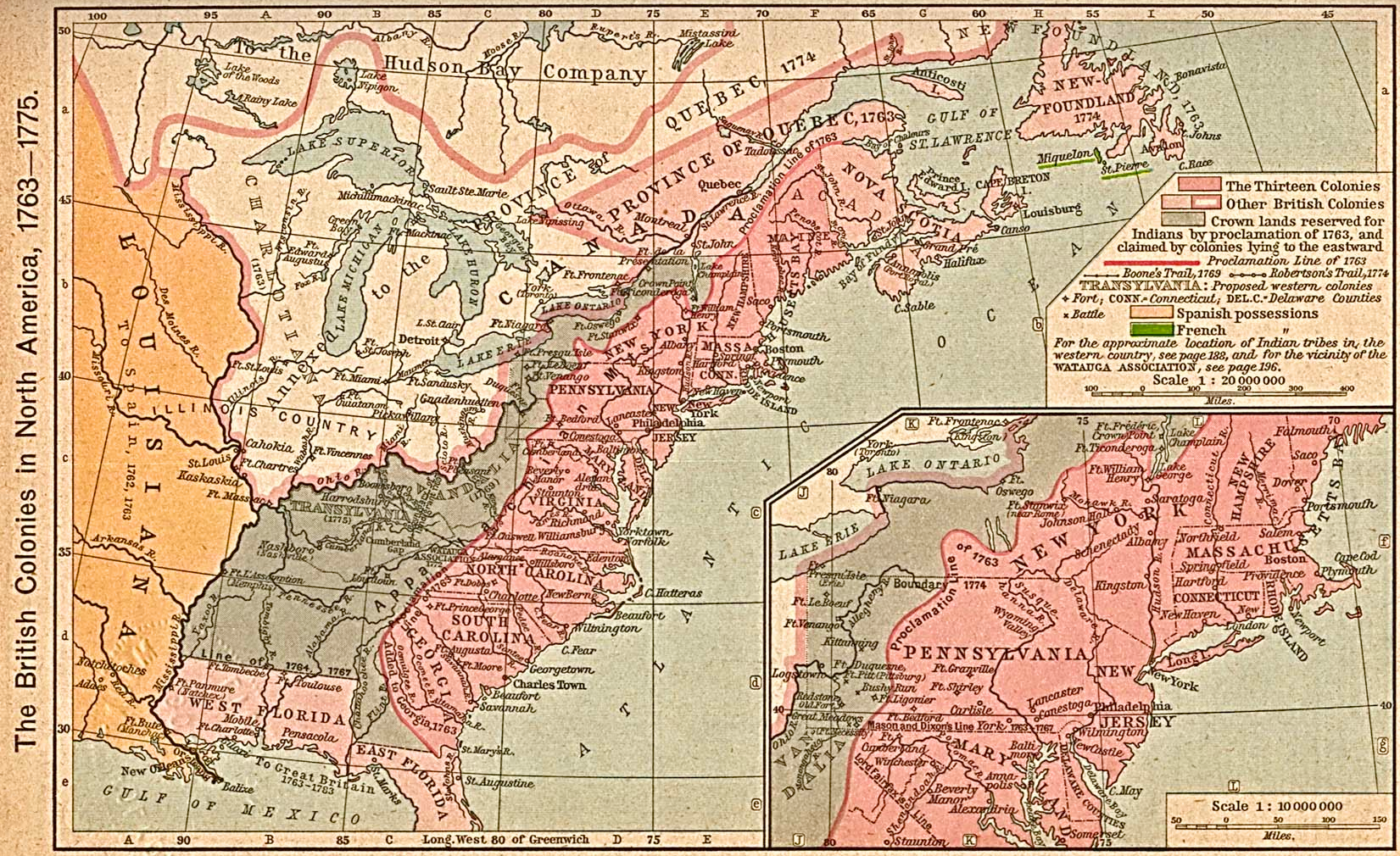
De Britse kolonies in Noord-Amerika, 1763-1775

De Britse kolonisatie van Noord-Amerika kwam aan het eind van de 16e eeuw op gang. De oprichting van kolonies begon na de Spaans-Engelse Oorlog (1585-1604), waarbij de kaapvaart een belangrijke rol speelde. Na de ondertekening van het Verdrag van Londen (1604), die de Spaans-Engelse Oorlog eindigde, kon men starten met het ontdekken van de  Oostkust van Noord-Amerika.
Langs de kustlijn van Florida tot aan Newfoundland werden door de Britten nederzettingen opgericht; oorspronkelijk werd de gehele oostelijke kustlijn tot aan de huidige Maritieme Provincies in Canada, Virginia genoemd ter ere van koningin Elizabeth I. De eerste succesvolle kolonisatiepoging was Jamestown in 1607; twee eerdere nederzettingen in wat nu Maine en Noord-Carolina zijn werden al snel na de kolonisatie weer verlaten. Vanaf 1620 werden in een hoog tempo nieuwe nederzettingen gebouwd, met name in het noordoosten, waaronder de Plymouth Colony en de Massachusetts Bay Colony. De kolonisten waren op dat moment nog vooral boeren en Poolse huurlingen.
In 1664 werd het Britse grondgebied flink uitgebreid met de bezetting van Nieuw-Nederland (waaronder Nieuw Amsterdam); de Nederlanders hadden in 1655 de Zweedse kolonie in het huidige Pennsylvania veroverd, en dit gebied werd ook onderdeel van de Engelse kolonisatie. Verdere uitbreiding kwam in 1763 ten nadele van Frankrijk en Spanje, toen Groot-Brittannië Nieuw-Frankrijk en Florida bezette na afloop van de Franse en Indiaanse oorlogen.
Dertien kolonies kwamen in 1776 in opstand tegen de Britten door ruzies over belasting en inspraak, en stichtten de Verenigde Staten van Amerika. Desondanks veroverden de Britten met hulp van de Verenigde Staten van 1818 tot 1846 grote delen van de Amerikaanse westkust, die bekendstond als Oregon Country. Delen hiervan werden later omgedoopt tot Brits-Columbia. In 1867 verkregen New Brunswick, Nova Scotia, Ontario en Quebec onafhankelijkheid binnen het Verenigd Koninkrijk onder de naam Canada. Andere gebieden sloten zich bij deze federatie aan, tot Newfoundland in 1949 de laatste Canadese provincie werd.

## Enkele jaartallen
- 1586: Verloren kolonie (Roanoke Island)
- 1607: Virginia
- 1607: Popham Kolonie
- 1610: Cuper's Cove
- 1614: Nieuw-Nederland (Nederlandse kolonie, overgenomen door de Britten in 1667)
- 1618: Bristol's Hope (Newfoundland)
- 1620: Plymouth Colony (Pilgrim Fathers)
- 1621: Kolonie Avalon
- 1622: Province of Maine
- 1629: Nova Scotia (Schotten)
- 1630: Massachusetts Bay Colony (puriteinen)
- 1636: Connecticut kolonie
- 1637: New Haven kolonie
- 1670: Carolina
- 1671: Georgia
- 1681: Pennsylvania
- 1704: Delaware